# Criollo (paard)

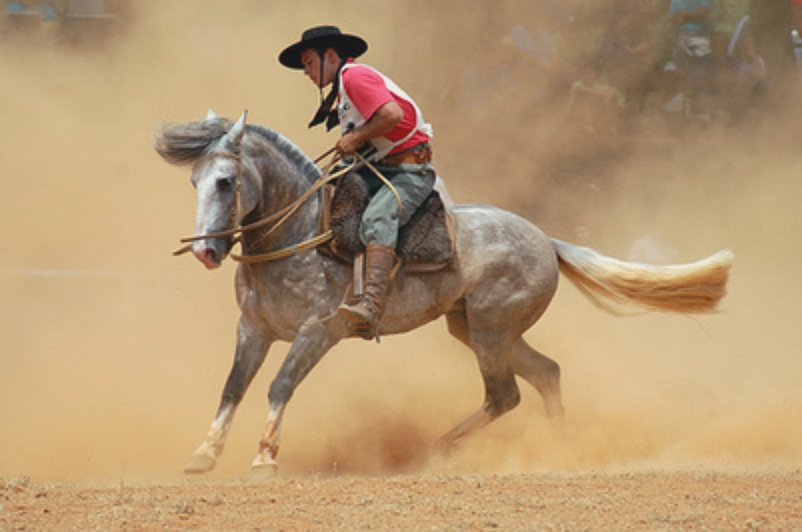
Een gaucho met een Criollo

De criollo is een sterk en wendbaar paard uit Zuid-Amerika met een uitstekende vitaliteit en veel uithoudingsvermogen.

## Het ras
Oorspronkelijk komt het ras uit Argentinië en Uruguay, waar het vooral werd gebruikt door veedrijvers, maar er komen ook varianten van het ras voor in andere landen van Zuid-Amerika en in het zuiden van de Verenigde Staten.
De criollo stamt net als meerdere andere rassen in Zuid- en Midden-Amerika af van de paarden die de conquistadores naar het Amerikaanse continent meebrachten. Het paardenras staat bekend als het rijpaard van de gaucho, maar wordt op meerdere plaatsen ook gewoon gebruikt als rijpaard. De paarden van het ras staan bekend om hun uitstekende uithoudingsvermogen dat kan concurreren met dat van de volbloed arabier.

## Geschiedenis
Het ras gaat terug op een import van honderd raszuivere andalusiërs die vanuit Cadiz in Spanje naar Río de la Plata werden verscheept door Pedro de Mendoza, de stichter van Buenos Aires. Niet veel later ontsnapten er paarden en werden er een aantal vrijgelaten, die zich in het wild wisten te handhaven en uitgroeiden tot een groot bestand.
In latere eeuwen werden de criollo's volop gekruist met Engelse volbloeden en trek- en tuigpaarden van andere rassen, waardoor het voortbestaan van de originele Iberische eigenschappen in gevaar kwam. In 1918 besloten Argentijnse fokkers zich op de raszuiverheid van het ras te gaan richten en zo werd er in 1923 een speciaal stamboek geopend, waarna weliswaar nog onenigheid bestond over de te volgen richting. Pas in 1934 tekende zich een duidelijke richting af die leidde tot het Chileense paard en pas in 1957 werd het een gesloten stamboek dat geen nieuwe inschrijvingen van Argentijnse afkomst meer opnam.
In sommige landen is de criollo een echt paardenras met een officieel stamboek, en in andere landen is het een verzamelnaam voor paarden van een bepaald type.

## Kenmerken
De criollo bezit mooie rondingen en is vooral in de hals en schouders zeer gespierd. De meest voorkomende kleur is een zandkleurig bruin met donkere benen. Ook heeft het paard dan vaak een aalstreep en soms zebrastrepen aan de benen. De aalstreep is een donkere streep die over de rug loopt vanaf de manen tot de staart en die behoort tot het kleurenschema van de wildkleur. Andere voorkomende kleuren zijn grullo, palomino, lever, vos, licht- en donkerbruin, schimmel, zwart, maar ook mengkleuren en bont. Het is gebruikelijk de manen van de rijpaarden te scheren.